# Dornier Do 28
Mit Dornier Do 28 wurden zwei unterschiedliche zweimotorige STOL-Mehrzweckflugzeuge des deutschen Herstellers Dornier bezeichnet. Sie wurden vorwiegend militärisch bei der deutschen Bundeswehr und in anderen Streitkräften verwendet.
Es wurden die Baumuster Do 28 A/B (1959) und die Do 28 D Skyservant (1966) hergestellt.

## Dornier Do 28 A/B
Aus der einmotorigen Do 27 wurde Ende der 1950er-Jahre die zweimotorige Variante Do 28 entwickelt. Bei der als freitragender Schulterdecker ausgelegten Do 28 wurden die Tragflächen und die Auftriebhilfen der Do 27 zusammen mit dem hinteren Rumpfteil der Kabine für sechs Personen sowie die Steuerflächen übernommen. Die beiden Lycoming-Motoren sowie die beiden Federbeine des stromlinienverkleideten Hauptfahrwerkes wurden an einem Unterflügel angebracht. Wie schon die Do 27 zeichnete sich die Do 28 durch eine hohe Reisegeschwindigkeit, ausgezeichnete Langsamflugeigenschaften, sowie sehr kurze Start- und Landestrecken von unbefestigten Plätzen aus. Der Erstflug der Do 28 A mit zwei 255 PS leistenden Lycoming-Motoren Typ O-540 und Zweiblatt-Luftschrauben fand am 20. März 1960 in Oberpfaffenhofen statt.
Die Do 28 B besaß zwei 290 PS leistende Lycoming-Motoren des Typs IO-540 und Dreiblatt-Verstellluftschrauben.
Unter der Bezeichnung Do 28 C war 1962 noch eine siebensitzige Ausführung mit zwei je 390 kW (530 PS) 530 WPS starken Propellerturbinen Astazou II und modifizierter Zelle mit automatischen Vorflügeln in der Planung, die jedoch aufgrund fehlenden Interesses seitens der Bundeswehr nicht realisiert wurde.
Insgesamt wurden 120 Maschinen des Types Do 28 A/B gebaut, von denen noch heute Muster in Afrika und Südamerika im Einsatz sind. Air America flog als einer der früheren Betreiber mit einer Handvoll Do 28 A. Die vermutlich letzten zwei Do 28A in den USA wurden um 2020 in Wisconsin wieder flugtüchtig gemacht. Ein weiteres Flugzeug flog noch im Mai 2025 in England.

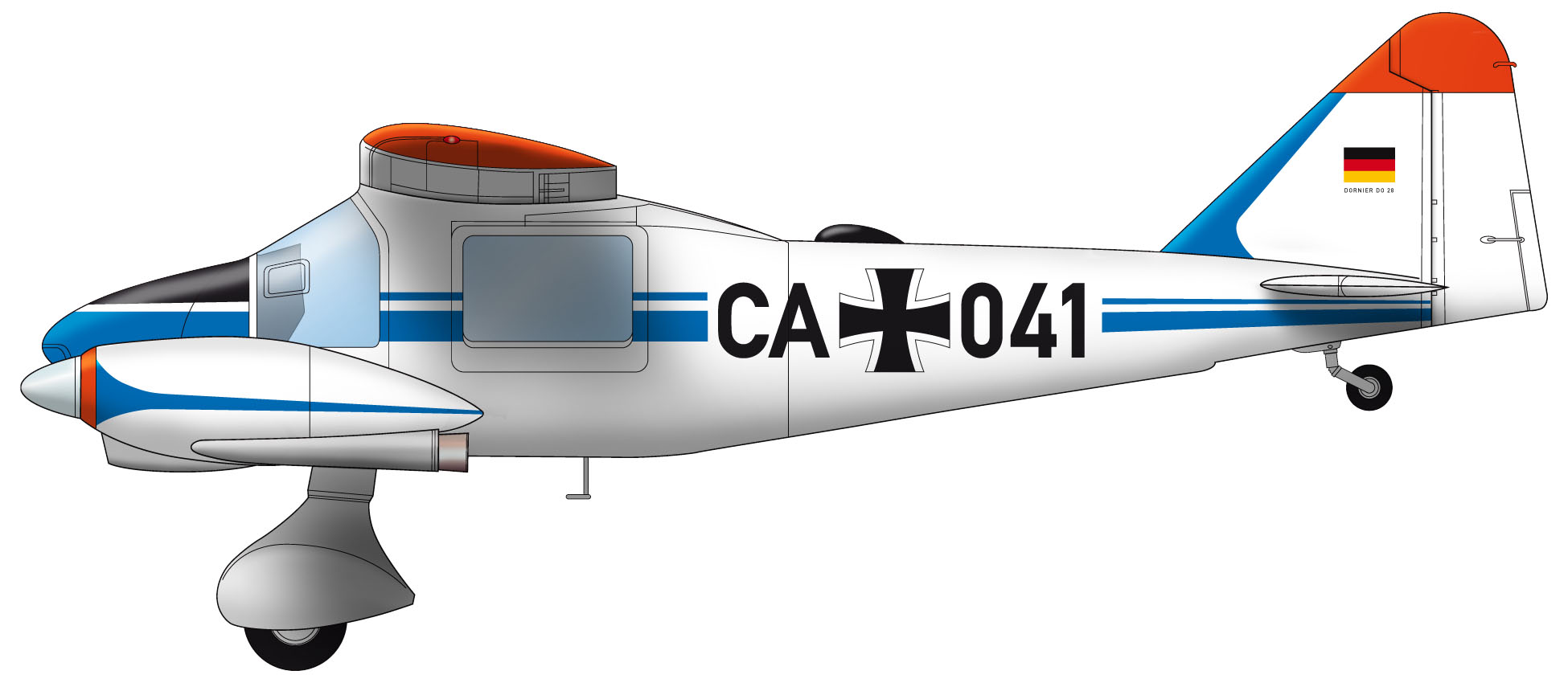
Do 28 A-1

## Dornier Do 28 D Skyservant

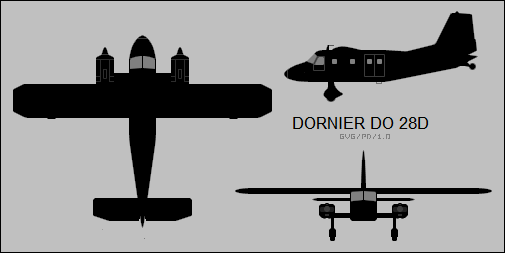
Dornier Do 28 D

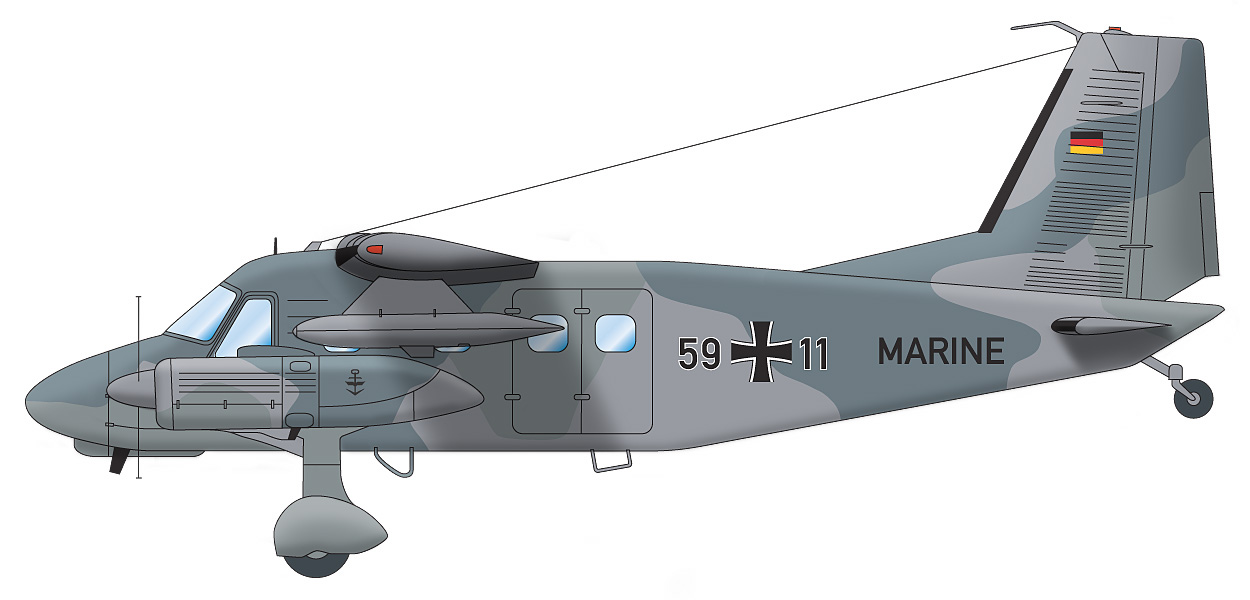
Dornier Do 28 D-2 Skyservant

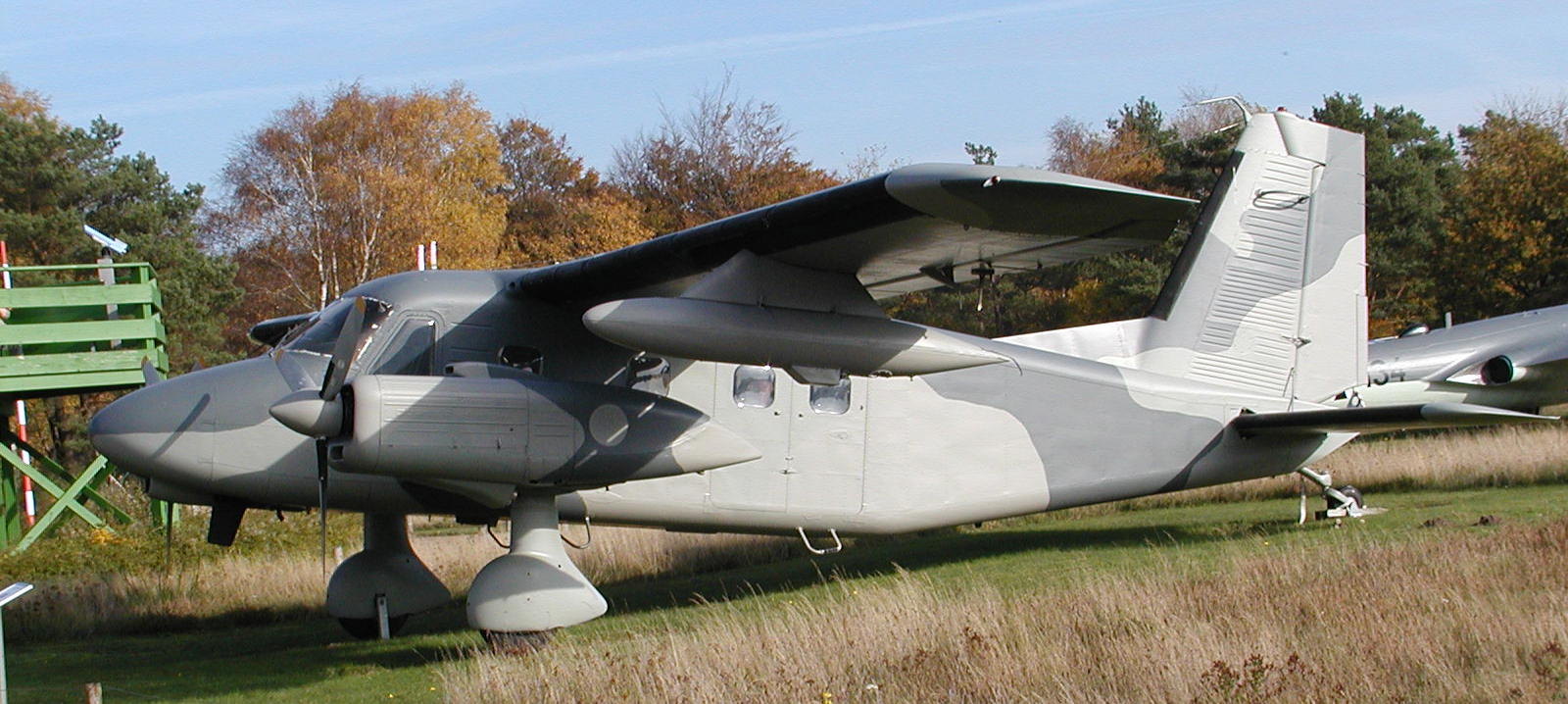
Dornier Do 28 D-2 Skyservant

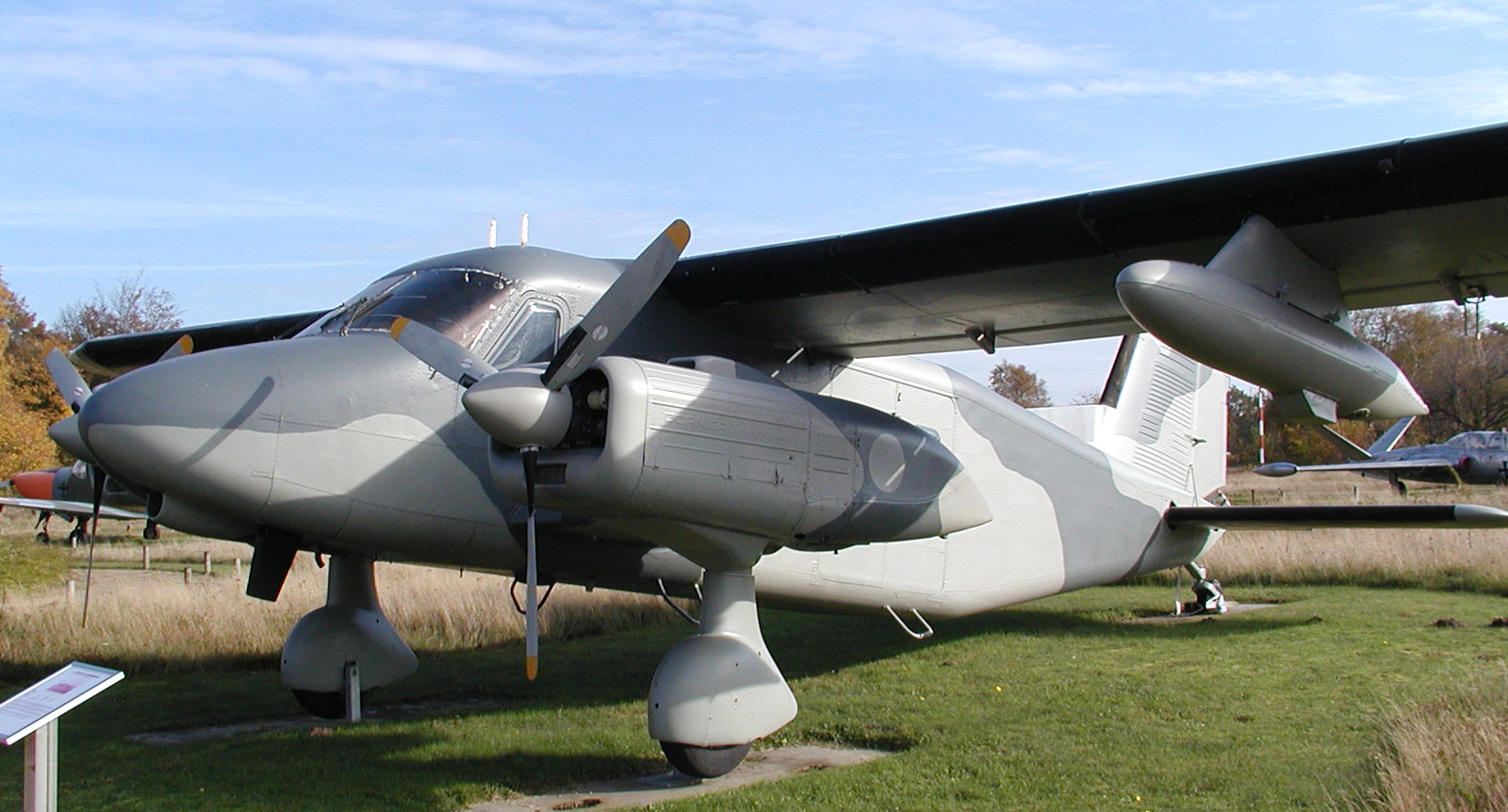
Dornier Do 28 D-2 Skyservant

Obwohl die Bezeichnung Do 28 D dies vermuten lässt, handelt es sich nicht um eine Variante der ersten Do-28-Reihe. Das Flugzeug hat mit den Do 28 A und Do 28 B nur in etwa die äußere Form und die Tragflächenbauweise gemeinsam. Es wurde mit rechteckigen Querschnitten von Rumpf und Motorengondeln völlig neu konstruiert. Ziel war, ein möglichst einfach aufgebautes robustes, leicht zu beladendes und zu reparierendes Flugzeug für den Einsatz unter erschwerten Bedingungen zu schaffen. Zwischen 1971 und 1974 wurden nach den vier Prototypen 121 weitere Dornier Do 28 D-2 Skyservant in Oberpfaffenhofen für die Bundeswehr gebaut und dienten bis zur Einführung der Dornier 228-LT (1994) überwiegend als Transport- und Verbindungsflugzeuge. Der Marine wurden 20 Maschinen dieser Reihe übergeben, zehn dienten ab 1978 auch zur Seeraumüberwachung und wurden deshalb an den Tragflächen mit Behältern für zusätzlichen Kraftstoff versehen (siehe Foto). Als lästig wurde die starke Lärmentwicklung empfunden, die zunehmend unzeitgemäß war. Es gab deswegen auch noch eine Weiterentwicklung Do 128-6 mit wesentlich leiserem Turbinenantrieb. Ein Flugzeug dieses Baumusters wurde als Erprobungsträger für die Dornier 228 mit dem „Tragflügel Neuer Technologie“ (TNT) ausgerüstet.
Zwischen der Indienststellung, der Ausmusterung und dem Verkauf der meisten Maschinen kam es in den 20 Jahren nur zu drei Unfällen, zwei Maschinen der Luftwaffe und eine der Marine gingen dabei verloren.
Das Flugzeugmuster wurde in 30 Ländern geflogen und fliegt teilweise dort noch heute.
Die Besatzung bestand aus zwei Piloten, es konnten bis zu zwölf Passagiere mitgenommen werden.
Im Bundeswehrjargon wurde die Do 28 etwas despektierlich als „Bauernadler“ bezeichnet, war aber als zuverlässiges „Arbeitspferd“ sehr beliebt. Die Türkei erhielt neben Transportversionen auch zwei speziell ausgerüstete SIGINT-Flugzeuge mit Codenamen Anadolou.
Derzeit befinden sich mit deutscher Zulassung nur noch die beiden Do-28-D2-Exemplare der RK Flugdienst in flugfähigem Originalzustand und werden vom Flugplatz Uetersen/Heist im Westen Hamburgs aus regelmäßig für die Reservistenarbeit betrieben. Die als D-ICDY (ex 58+89) zugelassene Maschine der RK Flugdienst versah ihren Dienst bis in die 1990er-Jahre als Hörsaalversion zur Ausbildung in praktischer Flugnavigation. Die zweite Skyservant D-IRES (ex 59+11) diente zuletzt als Transport- und Verbindungsflugzeug beim Marinefliegergeschwader 5 in Kiel Holtenau.

## Dornier Do 28 D-2 OU Skyservant „Öl-Do“

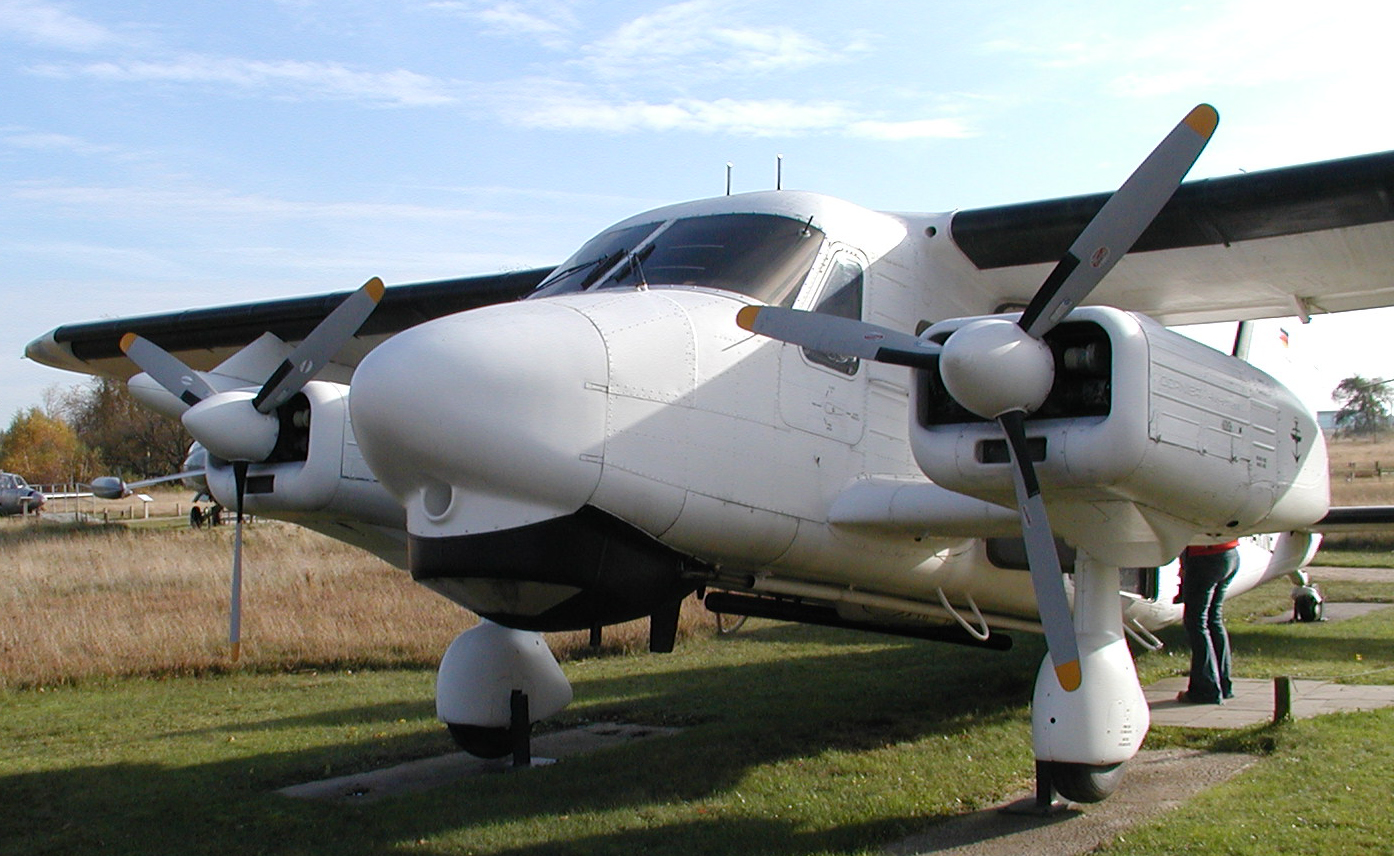
Dornier Do 28 D-2 OU Skyservant „Öl-Dos“

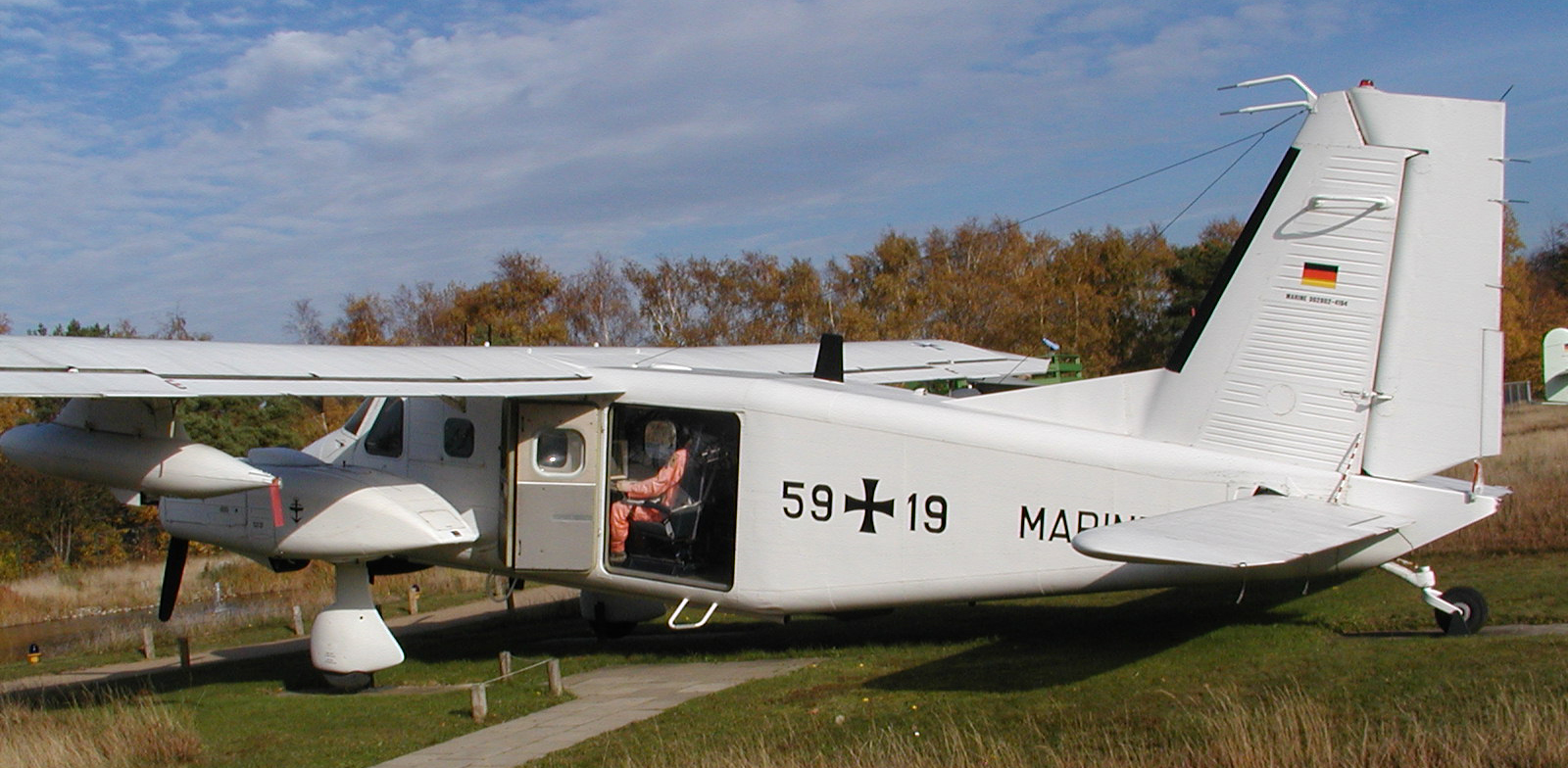
Dornier Do 28 D-2 OU Skyservant „Öl-Dos“

Die hier auf den Fotos weiß abgebildete Dornier Do 28 D-2 OU Skyservant war das Ölüberwachungsflugzeug des Marinefliegergeschwaders 5. Es wurden 1984 und 1985 mit Mitteln des Bundesverkehrsministeriums zwei Maschinen (59+19, 59+25) umgerüstet, um in der Nord- und Ostsee Umweltsünder aufzuspüren. Die von den Marinefliegern „Öl-Do“ genannten Maschinen unterscheiden sich vom normalen Baumuster durch eine in der Rumpfmitte angebrachte längliche Seitensichtradar-(SLAR)-Antenne und das schwarze Radom unter dem Cockpit.
1991 flogen beide Dos für einige Wochen nach Beendigung des Zweiten Golfkrieges von Bahrain aus mit verschiedenen Aufträgen im Persischen Golf.
Im September wurden die beiden Öl-Dos zusammen mit einer Dornier 228 LM (57+01) an das Marinefliegergeschwader 3 „Graf Zeppelin“ abgegeben und am Ende des Jahres 1995 durch das Nachfolgemuster Dornier 228 LM ersetzt.
Von den Öl-Dos (Do 28 und Dornier 228) konnten in über 18.000 Flugstunden vom Beginn der Überwachungsflüge 1986 bis September 2002 2900 Meeresverschmutzungen registriert sowie 300 Verursacher identifiziert werden.
Eine dieser Maschinen (59+19) ist im Aeronauticum in Nordholz ausgestellt.

## Dornier Do 28 G.92

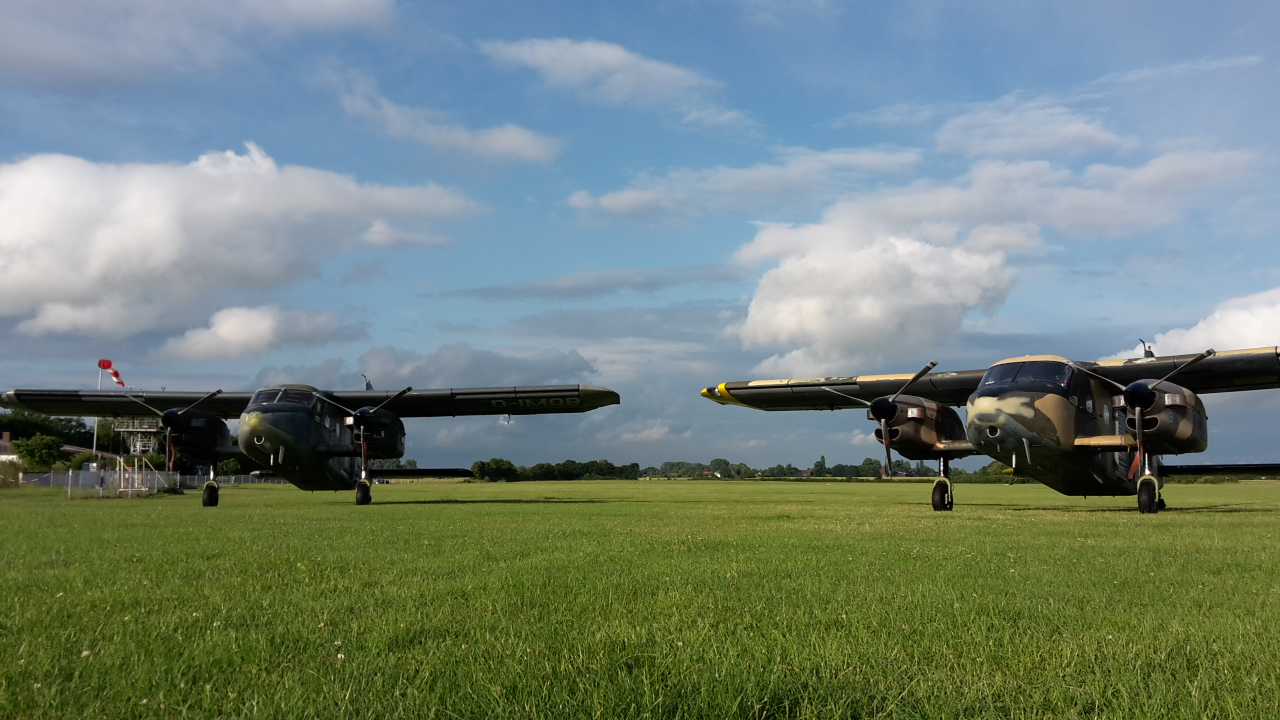
D-IMOB und D-IMOK 2016 am Flugplatz Soest

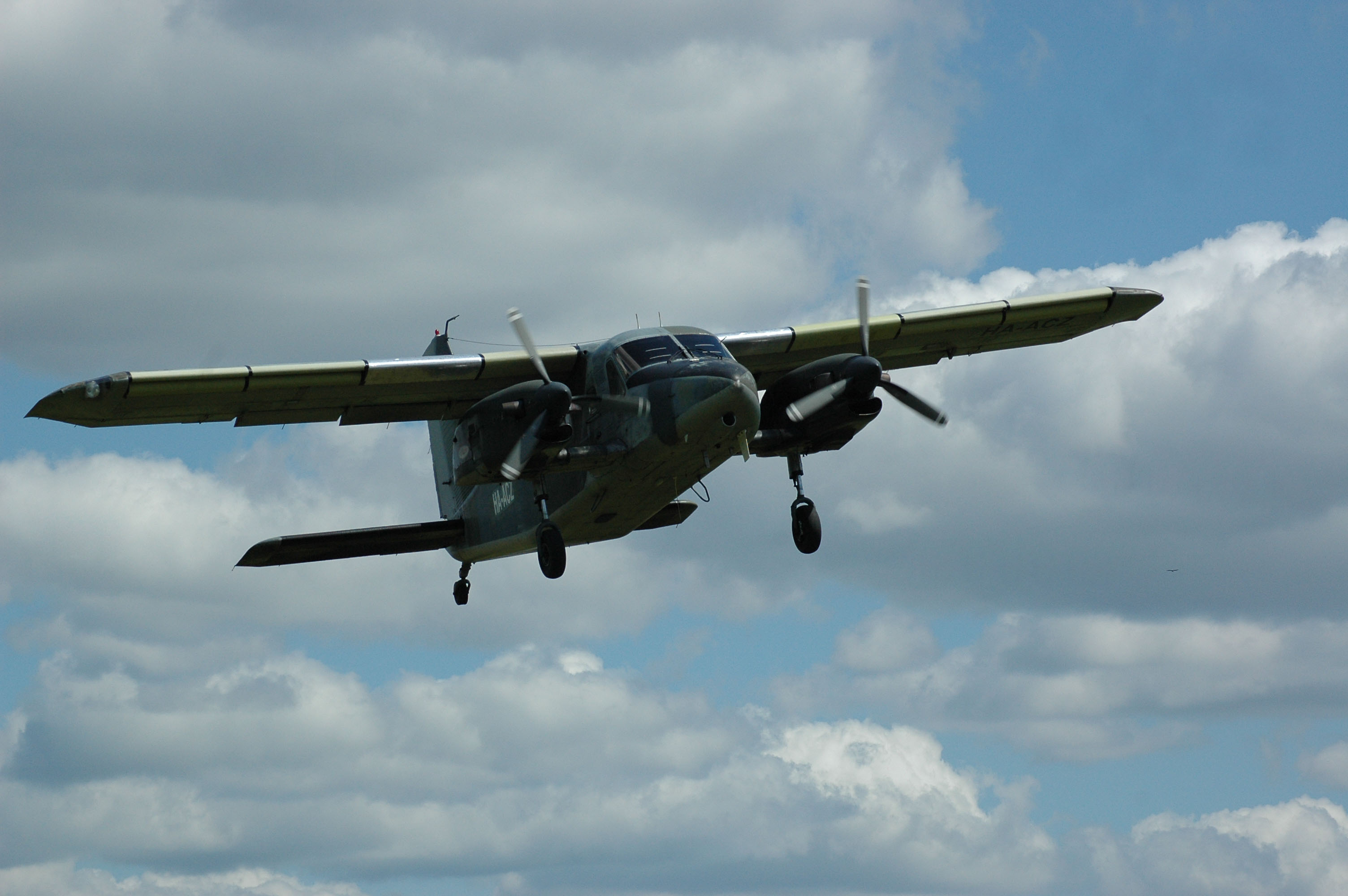
Dornier Do 28 G.92

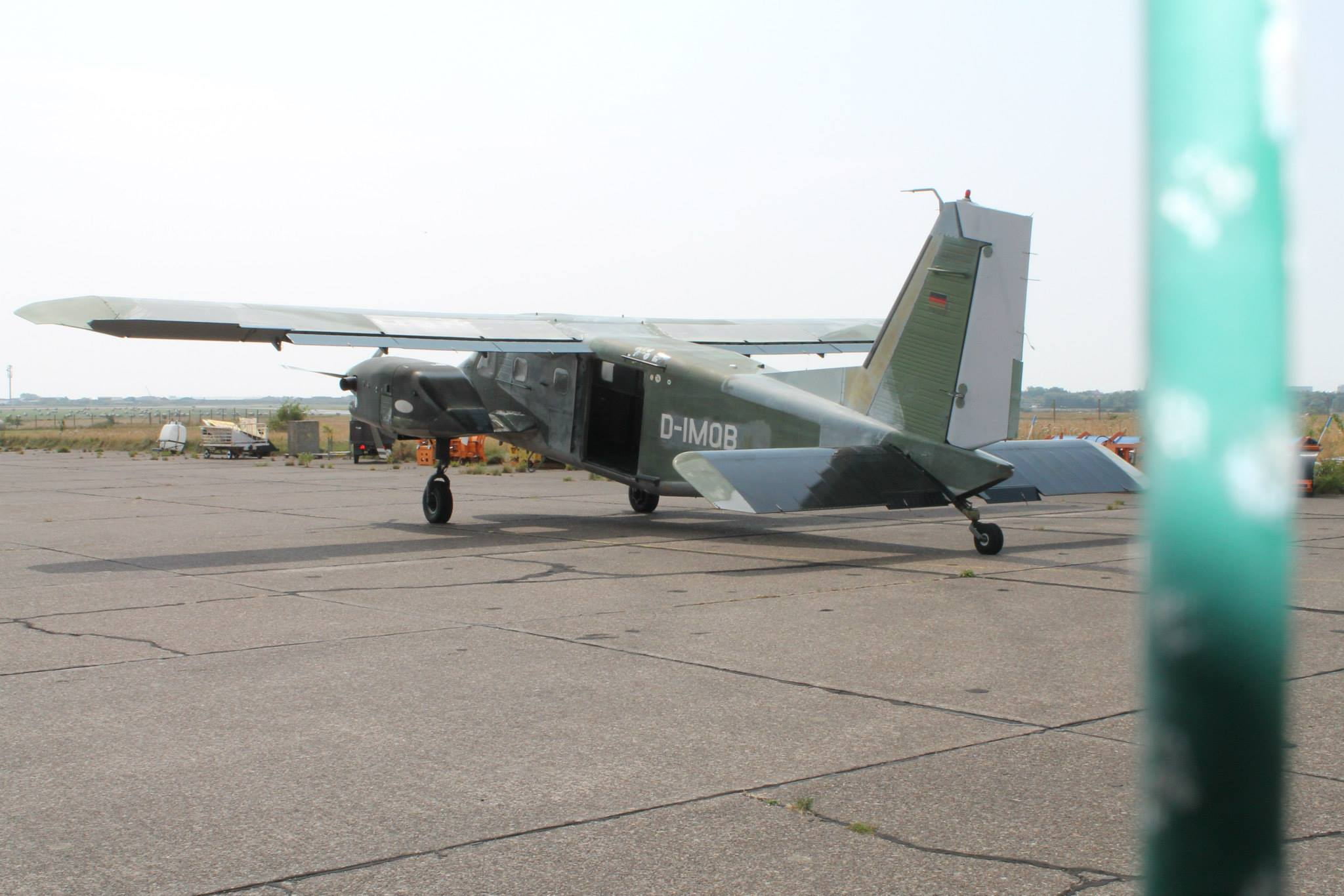
Die Do 28 G.92 aus Soest auf dem Flughafen Westerland/Sylt. Gut zu erkennen sind die Haltegriffe und die große Öffnung der Rolltür

Basierend auf der D-Version entwickelte der Ungar Andreas Gál 1997 eine von zwei tschechischen Turbinentriebwerken angetriebene Version, die dem Absetzen von Fallschirmspringern dienen sollte. Ziel war, ein robustes, schnell steigendes und optimal auf die Bedürfnisse des Absetzbetriebes ausgerichtetes Flugzeug zu bauen. Hierzu wurden von der slowakischen Aerotech Slovakia bei sieben ursprünglichen D-2-Maschinen die standardmäßig eingebauten Kolbenmotoren ersetzt, Modifikationen an Elektrik und Enteisungsanlage vorgenommen sowie alternative Propeller und eine Springerausstattung mit Rolltür, Windabweisern und Haltegriffen installiert. Die ungarische Luftfahrtbehörde CAA erteilte der G.92 im März 1997 die Zulassung. Eine Zulassung innerhalb der JAA-Staaten wurde 2007 beim Luftfahrt-Bundesamt beantragt.
Unter Fallschirmspringern ist das Muster wegen seiner geringen Absetzgeschwindigkeit, schnellen Umlaufzeit und großen Tür sehr beliebt. Es erfreut sich zudem eines gewissen Kultstatus dank der einzigartigen Optik. Typischerweise werden 3 Flüge in Folge durchgeführt. Somit sind inklusive Tanken bis zu 45 Abspünge pro Stunde möglich. Unter Piloten zeichnet sich das Flugzeug durch die gutmütige Handhabung in der Luft, die Langsamflugeigenschaften sowie die Leistung aus.
In Europa flogen 2008 drei Maschinen, alle mit ungarischen Kennzeichen, unter anderem in Eisenach, Soest und Wiener Neustadt. Im Jahr 2009 wurde die Wiener Neustädter Maschine (bis dahin HA-ACM), als erste G.92 mit deutscher Zulassung unter dem Kennzeichen D-IEDO registriert. Die in Soest stationierte Maschine (genauer Flugplatz Soest/Bad Sassendorf) ist inzwischen (Stand 08/2014) mit dem Kennzeichen D-IMOB (vorher HA-ACZ) markiert. Die Maschine mit dem Kennzeichen D-IEDO wurde im Februar 2015 an Wingglider UK, England verkauft und ist seither am Flugplatz Portimão im Einsatz. Weitere Maschinen der Wingglider UK sind am Flugplatz La Juliana in der Nähe von Sevilla sowie in Hibaldstow, England und Avignon, Frankreich in Betrieb.
Bei der Militärweltmeisterschaft des Fallschirmspringen im Jahr 2017 kamen in Soest 2 Do28 G.92 zum Einsatz und haben gemeinsam mit einer Cessna Caravan 112 Flugbewegungen an einem Tag absolviert und somit etwa 1500 Absprünge ermöglicht.
Im Jahr 2021 wurden die beiden Maschinen D-IMOB und D-IMOK der Do28 Flugcharter GmbH an Wingglider UK veräußert und waren seither nicht mehr regelmäßig im Einsatz in Soest. Ab dem Frühjahr 2025 ist wieder ein permanenter Einsatz einer Do28 G.92 in Soest geplant.
Mit Stand vom Dezember 2024 sind folgende Maschinen der G.92 Variante im Einsatz: D-IEDO, EC-MSP, EC-KTC, D-ISCO, D-IAAI. Wingglider UK arbeitet derzeit sukzessive daran, modernere Triebwerke in die Dorniers einzubauen. Hierdurch sind 15 % Treibstoffersparnis und weniger Lärm prognostiziert.
Die D-IMOB und D-IMOK sind als Ersatzflugzeuge hangariert.

## Militärische Nutzer
Angola
 Benin
 Deutschland
- Luftwaffe: 4 Do 28A-1, 101 Do 28D-2
- Marineflieger: 20 Do 28D-2

 Griechenland
 Israel
 Kambodscha
 Kamerun
 Kenia
 Kroatien
 Lesotho
 Malawi
 Marokko
 Mosambik
 Niger
 Nigeria
 Sambia
 Serbien
 Spanien
 Türkei

### Israelische Streitkräfte
Die israelische Luftwaffe stellte ab 1971 die Version Do 28 B-1 in Dienst. Insgesamt wurden 12 bis 26 Stück auf dem zivilen Flugzeugmarkt beschafft. Die Flugzeuge trugen den Beinamen Agur (Kranich). Sie wurden 2001 ausgemustert, 2003 aber wieder in Dienst gestellt. Die genaue Anzahl der noch im Einsatz befindlichen Flugzeuge ist unbekannt.

## Technische Daten
| Kenngröße             | Do 28 A                      | Do 28 B                      | Do 28 D-2 OU Skyservant      | Do 28 G.92 |
| --------------------- | ---------------------------- | ---------------------------- | ---------------------------- | --- |
| Besatzung             | 2                            | 2                            | 3                            | 1 Pilot |
| Passagiere            | 4                            | 4                            |                              | 15 Fallschirmspringer |
| Länge                 | 9,2 m                        | 9 m                          | 11,41 m                      | 11,41 m |
| Spannweite            | 13,8 m                       | 13,8 m                       | 15,55 m                      | 15,55 m |
| Höhe                  | 2,8 m                        | 2,8 m                        | 3,90 m                       | 3,90 m |
| Gesamtmasse           | 2450 kg                      | 2670 kg                      | 4150 kg                      | 4150 kg |
| Antrieb               | 2× Sechszylinder-Kolbenmotor | 2× Sechszylinder-Kolbenmotor | 2× Sechszylinder-Kolbenmotor | 2× Propellerturbine |
| Antriebstyp           | Lycoming O-540               | Lycoming IO-540              | Lycoming IGSO-540-A1E        | Walter M601-D2 |
| Antriebsleistung      | 2×255 PS (188 kW)            | 2×290 PS (213 kW)            | 2×380 PS (279 kW)            | 2×450 PS (331 kW) |
| Höchstgeschwindigkeit | 280 km/h                     | 302 km/h                     | 320 km/h                     | 320 km/h |
| Dienstgipfelhöhe      | 5900 m                       | 6300 m                       | 7680 m                       | > Flugfläche 240 die üblichen 4000 m über Grund im Absetzbetrieb benötigen eine Umlaufzeit von ca. 15 min (davon ca. 8 min für den Steigflug) |
| Normale Reichweite    | 1115 km                      | 1780 km                      | 2965 km                      | ca. 700 km, ohne Ferrytank |